# مامو
مامو ( نكو : ߡߊ߯ߡߎ߲߫) هي مدينة ومحافظة فرعية في واد من فوتاجلون بغينيا. عدد السكان 76269 (تقديرات عام 2008).

## التاريخ
نمت المدينة حول خط السكك الحديدية من كوناكري إلى كانكان وسرعان ما أصبحت المقر الإداري المحلي. كانت صناعتها الرئيسة حتى عقد التسعينيات من القرن الماضي هي معالجة اللحوم، في حين أنها تعمل أيضًا كمحور نقل مهم. يتعين على جميع المركبات التي تذهب إلى فوتاجلون أو منطقة الغابات أو غينيا العليا المرور عبر مامو.

## المناخ
مامو لديها مناخ مداري قاري ( تصنيف كوبن للمناخ Aw ).
| البيانات المناخية لـمامو          | البيانات المناخية لـمامو | البيانات المناخية لـمامو | البيانات المناخية لـمامو | البيانات المناخية لـمامو | البيانات المناخية لـمامو | البيانات المناخية لـمامو | البيانات المناخية لـمامو | البيانات المناخية لـمامو | البيانات المناخية لـمامو | البيانات المناخية لـمامو | البيانات المناخية لـمامو | البيانات المناخية لـمامو | البيانات المناخية لـمامو |
| الشهر                             | يناير                    | فبراير                   | مارس                     | أبريل                    | مايو                     | يونيو                    | يوليو                    | أغسطس                    | سبتمبر                   | أكتوبر                   | نوفمبر                   | ديسمبر                   | المعدل السنوي            |
| --------------------------------- | ------------------------ | ------------------------ | ------------------------ | ------------------------ | ------------------------ | ------------------------ | ------------------------ | ------------------------ | ------------------------ | ------------------------ | ------------------------ | ------------------------ | ------------------------ |
| متوسط درجة الحرارة الكبرى °م (°ف) | 33.1 (91.6)              | 34.9 (94.8)              | 35.6 (96.1)              | 35.7 (96.3)              | 33.4 (92.1)              | 30.7 (87.3)              | 28.6 (83.5)              | 28.3 (82.9)              | 29.4 (84.9)              | 30.2 (86.4)              | 31.3 (88.3)              | 32.1 (89.8)              | 31.9 (89.4)              |
| المتوسط اليومي °م (°ف)            | 23.0 (73.4)              | 24.8 (76.6)              | 26.1 (79.0)              | 26.3 (79.3)              | 25.0 (77.0)              | 23.4 (74.1)              | 22.5 (72.5)              | 22.4 (72.3)              | 22.7 (72.9)              | 23.3 (73.9)              | 23.3 (73.9)              | 22.5 (72.5)              | 23.8 (74.8)              |
| متوسط درجة الحرارة الصغرى °م (°ف) | 11.5 (52.7)              | 13.6 (56.5)              | 15.1 (59.2)              | 17.1 (62.8)              | 16.1 (61.0)              | 16.4 (61.5)              | 16.7 (62.1)              | 16.8 (62.2)              | 16.5 (61.7)              | 16.0 (60.8)              | 13.0 (55.4)              | 11.6 (52.9)              | 15.0 (59.0)              |
| معدل هطول الأمطار مم (إنش)        | 2 (0.1)                  | 5 (0.2)                  | 22 (0.9)                 | 75 (3.0)                 | 159 (6.3)                | 210 (8.3)                | 340 (13.4)               | 419 (16.5)               | 342 (13.5)               | 203 (8.0)                | 48 (1.9)                 | 5 (0.2)                  | 1٬830 (72.3)             |
| متوسط الأيام الممطرة (≥ 1.0 mm)   | 0                        | 1                        | 2                        | 6                        | 12                       | 16                       | 22                       | 25                       | 22                       | 16                       | 4                        | 0                        | 126                      |
| متوسط الرطوبة النسبية (%)         | 36                       | 38                       | 43                       | 55                       | 71                       | 79                       | 83                       | 83                       | 81                       | 78                       | 65                       | 46                       | 63                       |
| المصدر: NOAA                      |                          |                          |                          |                          |                          |                          |                          |                          |                          |                          |                          |                          |                          |